# Jiří Frel
Jiří Frel, původním jménem Jiří Fröhlich (13. listopadu 1923 Dolní Újezd – 29. dubna 2006 Paříž), byl česko-americký klasický archeolog, historik antického umění, zejména znalec řeckého sochařství a vázového malířství, a vysokoškolský pedagog.

## Život

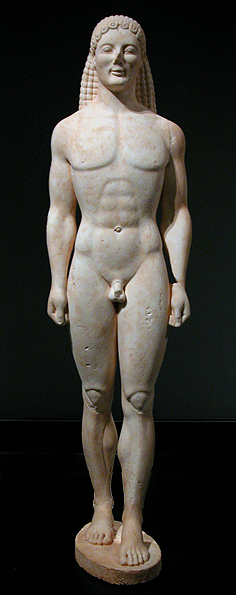
Gettyho kúros, archaická řecká socha, mramor, kolem 530 př. n. l.(?)

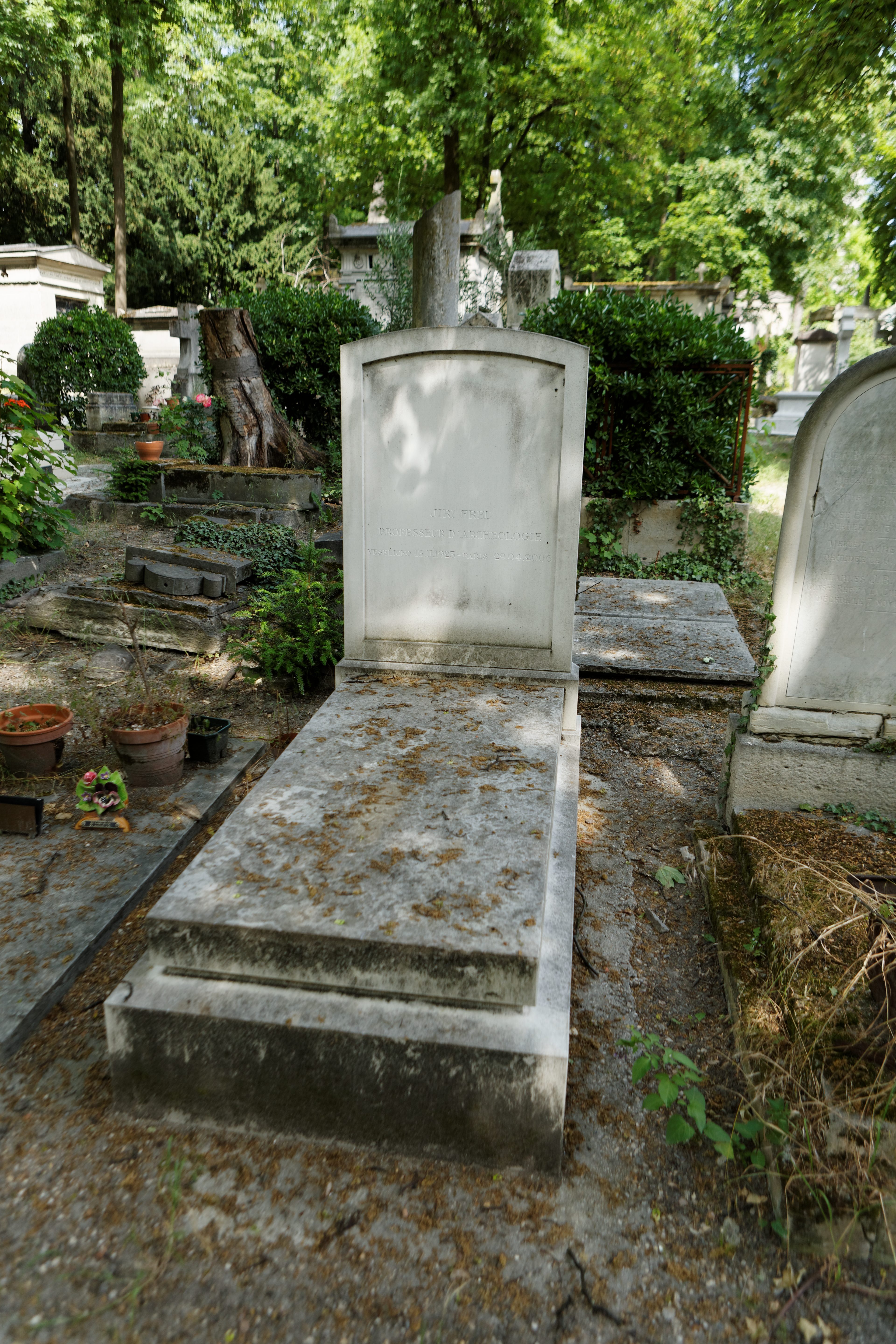
Hrob Jiřího Frela v Paříži, Père-Lachaise, odd. 22

Narodil se jako první potomek v rodině učitele a regionálního historika Antonína Fröhlicha (1894–1970) a jeho manželky Marie, rozené Tomanové, která také pracovala jako učitelka. Po absolutoriu gymnázia strávil válku doma na venkově, kde pracoval manuálně v zemědělství a učil se jazyky. V září 1945 nastoupil jako jeden z prvních studentů Karlovy univerzity ke studiu klasické archeologie (profesoři Jindřich Čadík a Růžena Vacková) a dějin umění (prof. Antonín Matějček). Za vynikající výsledky dostal stipendium na École normale superiére v Paříži, kam odjel se spolužákem Bohumilem Soudským, dělal volontéra v Louvru. Roku 1948 obhájil diplomovou práci na UK a získal další stipendium do Itálie. Roku 1949 se vrátil do Československa a stal se asistentem na katedře antického starověku filozofické fakulty Univerzity Karlovy v Praze. Vstoupil do KSČ a brzy se habilitoval, v roce 1967–1969 jako profesor přednášel dějiny antického umění. Byl znalcem zejména řeckého umění, řecké klasické sochařství, funerální plastiku a keramiku. Česky napsal monografii Řecké vázy (1953) a řadu statí. Podle svědectví prof. Jana Bouzka byl vynikajícím pedagogem, neublížil ani nepřispěl k uvěznění svých v 50. letech 20. století politicky pronásledovaných kolegů, profesorů Jindřicha Čadíka, Růženy Vackové, ani k propuštění Milady Vilímkové.
V době železné opony trpěl uzavřením hranic, podnikl alespoň archeologický výzkum v Bulharsku (Nesebar). Po uvolnění poměrů od roku 1963 začal jezdit do Řecka, zabýval se například parthenonským vlysem z Atén, barevností řecké architektury a v českých sbírkách objevil neznámý portrét řeckého sochaře Feidia.
Roku 1969 emigroval do USA, kde stal profesorem na Princetonské univerzitě. V letech 1970–1973 pracoval jako asistent kurátora sbírek antického umění Metropolitního muzea umění v New Yorku. V letech 1973 až 1986 působil jako první kurátor sbírky antického umění v Muzeu Jeana Paula Gettyho v Los Angeles. Podstatně rozšířil jeho sbírku antického umění a proměnil ji v jedno z předních světových muzeí. Spojil se s významnými starožitníky (Hecht, Medici) a navrhoval významné akvizice. Narazil na šetrnost J. P. Gettyho, kterou se pokusil řešit tak, že přesvědčoval sběratele, aby své předměty muzeu darovali. Navrhl systém daňových úniků, ve kterém fiktivní dárci platili zprostředkovateli, aby získali snížení svých daní za dary artefaktů, které nikdy nevlastnili. Podvod odhalil Thomas Hoving a Frel musel v roce 1984 na svou vedoucí pozici rezignovat. Před odchodem z Gettyho muzea si v roce 1986 najal kurátorku Marion True, která byla jeho pokračovatelkou a obhajovala jeho činnost. Po odchodu z muzea byl také nařčen z vědomého nákupu falz. Hlavním sporným dílem byla řecká archaická socha mladého muže (Gettyho kúros), která je dosud v muzejní sbírce a ani po třech desetiletích od aféry se experti neshodli na tom, zda jde o originál nebo pozdější dobovou replikou. Nákupu falz se v 50. až 70. letech nevyhnula většina muzeí a galerií na světě; chemicko-technologický průzkum se zdokonalil až v závěru 20. století.
V poslední etapě své kariéry v letech 1985–1988 přednášel profesor Frel externě na Univerzitě jižní Kalifornie v Los Angeles. Po přestěhování do Evropy v 90. letech pracoval v Paříži a v Římě jako expert pro starožitníky, až do ataku mozkové mrtvice v roce 1997. Zemřel roku 2006 v Paříži a je pohřben na hřbitově Père Lachaise.

## Rodina
Byl čtyřikrát ženat, zanechal pět dětí a mnoho vnoučat. Jeho první manželkou byla Dana Bořkovcová (1936–2012), dcera hudebního skladatele Pavla Bořkovce, jeho dcerou je profesorka tanečního umění a nonverbální komunikace Noemi Zárubová-Pfeffermannová (* 1950).